# Grzegorz Zajączkowski (informatyk)
Grzegorz Zajączkowski (ur. 24 grudnia 1975) – polski inżynier, programista, ekspert ds. cyfryzacji administracji publicznej, edukacji cyfrowej i otwartych zasobów wiedzy. Były doradca ministra cyfryzacji, nominowany w 2017 roku przez Komisję Europejską na funkcję Digital Champion for Poland. Autor i współautor strategii rządowych, projektów edukacyjnych i technologicznych w Polsce oraz uczestnik międzynarodowych debat o przyszłości sztucznej inteligencji i danych publicznych.

## Życiorys
Od 1998 roku zajmuje się wykorzystaniem technologii cyfrowych w edukacji, administracji publicznej i popularyzacji dziedzictwa kulturowego. Był współautorem rządowej strategii ePolska 2001 oraz wielu strategii regionalnych dotyczących społeczeństwa informacyjnego i e-edukacji.
W latach 2008–2015 współpracował jako doradca z Ministerstwem Edukacji Narodowej, Ministerstwem Spraw Zagranicznych oraz innymi instytucjami publicznymi. Jest współtwórcą platformy Włącz Polskę – systemowego repozytorium otwartych zasobów edukacyjnych dla dzieci polonijnych, oraz głównym inżynierem projektu Otwarta Szkoła – wirtualnej szkoły dla dzieci migrujących.
W latach 2014–2017 pełnił funkcję data managera programu PISA Study realizowanego w ramach współpracy z OECD. Od 2016 do 2018 był doradcą w gabinecie politycznym Minister Cyfryzacji Anny Streżyńskiej, odpowiedzialnym za projekty analizy danych i repozytoriów cyfrowych, takie jak widok.gov.pl i Kronik@.
Jest także współtwórcą Szlak Sakralnej Sztuki Barokowej im. Michaela Willmanna – inicjatywy promującej dziedzictwo kulturowe Dolnego Śląska.

## Działalność społeczna i edukacyjna
Od 2018 roku pełni funkcję ambasadora Europejskiego Tygodnia Kodowania (EU Code Week) w Polsce. Wspiera lokalne inicjatywy, promuje naukę programowania w szkołach i uczestniczy w europejskiej sieci edukatorów cyfrowych.
Brał udział w panelu AI – Current Challenges and Hopes na festiwalu Digital Cultures, gdzie omawiał etyczne aspekty wdrażania AI w administracji i kulturze.

## Publikacje
- Wavelet compression techniques as a tool for the presentation of printed documents on the WWW, EVA 1999, Berlin
- Dependence of image quality measures on the lossy JPEG compression rate. Can the optimal compression rate of images intended for presentation of art on the WWW be found?, EVA 1999, Berlin
- Overview of image formats suitable for presentation of art on the WWW, EVA 1999, Berlin
- From Gutenberg to Internet – Printed Documents on the Web, EVA 2000, Edinburgh
- New Challenges for Education in Planning in the Information Society Era, AESOP 2005, Vienna
- Nowe techniki społeczeństwa informacyjnego. Metody kompresji obrazów statycznych, Katolickie Sympozjum Wirtualne, Legnica 2001
- Random walk approach to the enhancement of gel electrophoresis images, TIM'99 – Uniwersytet Śląski
- Programowanie horyzontalne – innowacyjne metody tworzenia projektów europejskich, SPO RZL 1.5, 2011
- Metodyka szkoleń e-learningowych, Kana, 2013

## Odznaczenia i funkcje
- Nominowany na Digital Champion for Poland przez Komisję Europejską (2017)
- Doradca ministra cyfryzacji (2016–2018)
- Ambasador EU Code Week (od 2018)
- Ekspert ds. danych otwartych na portalu dane.gov.pl
- Współtwórca Szlaku Sakralnej Sztuki Barokowej im. Michaela Willmanna